# Rufst du, mein Vaterland
Rufst du, mein Vaterland war vor der Einführung einer Schweizer Nationalhymne ein häufig zu offiziellen Anlässen gesungenes Lied. Der 1811 verfasste Text des Berner Philosophieprofessors Johann Rudolf Wyss wird zur Melodie der britischen Königshymne gesungen. Die Melodie war damals weit verbreitet, speziell unter den Feinden Napoleons. Mit den zunehmenden internationalen Kontakten im 20. Jahrhundert ergab es sich immer öfter, dass die Schweizer und die britische Hymne nacheinander gespielt wurden. Dies führte in der Schweiz letztlich zum Wunsch nach einer eigenständigen Hymne.
1961 beschloss der Bundesrat, den Schweizerpsalm als Nationalhymne versuchsweise einzuführen. Ab 1981 wurde „Rufst du, mein Vaterland“ abgelöst.

## Text
Das Lied wurde in allen vier Landessprachen der Schweiz gesungen.

### Deutscher Text
| 1. Strophe Rufst du, mein Vaterland, Sieh uns mit Herz und Hand All dir geweiht! Heil dir, Helvetia! Hast noch der Söhne ja, Wie sie Sankt Jakob sah, Freudvoll zum Streit!              | 2. Strophe Da, wo der Alpenkreis Nicht dich zu schützen weiss Wall dir von Gott, Stehn wir den Felsen gleich, Nie vor Gefahren bleich, Froh noch im Todesstreich, Schmerz uns ein Spott. | 3. Strophe Nährst uns so mild und treu, Hegst uns so stark und frei, Du Hochlandbrust! Sei denn im Feld der Not, Wenn Dir Verderben droht, Blut uns ein Morgenrot, Tagwerk der Lust. |
| 4. Strophe Sanft wie der Alpensee, Sturmlos am Gletscherschnee Webt unser Mut. Graus tobt der See, geschreckt, Wenn ihn Gewitter deckt, So wir zum Kampf erweckt, Wut wider Wut.         | 5. Strophe Und wie Lawinenlast Vorstürzt mit Blitzeshast – Grab allumher – Werf in den Alpenpfad, Wenn der Zerstörer naht, Rings sich Kartätschensaat Todtragend schwer.                 | 6. Strophe Frei und auf ewig frei! Ruf’ unser Feldgeschrei, Hall’ unser Herz! Frei lebt, wer sterben kann, Frei, wer die Heldenbahn Steigt als ein Tell hinan. Nie hinterwärts.      |
| 7. Strophe Doch, wo der Friede lacht Nach der empörten Schlacht Drangvollem Spiel, O da viel schöner, traun, Fern von der Waffen Grau’n, Heimat, dein Glück zu bau’n Winkt uns das Ziel! | | |

### Französischer Text
| 1ère strophe Ô monts indépendants, Répétez nos accents, Nos libres chants. A toi patrie, Suisse chérie, Le sang, la vie De tes enfants. | 2ème strophe Nous voulons nous unir, Nous voulons tous mourir Pour te servir. Ô notre mère ! De nous sois fière, Sous ta bannière Tous vont partir. | 3ème strophe Gardons avec fierté L’arbre au Grutli planté La liberté ! Que d’âge en âge, Malgré l’orage, Cet héritage Soit respecté. |

### Italienischer Text
| 1. strofa Ci chiami, o Patria, Uniti impavidi Snudiam l’acciar! Salute Elvezia! Tuoi prodi figli, Morat, San Giacomo, Non obliar! | 2. strofa Laddove è debole Dell’Alpi l’egida Che il ciel ci di è, Ti farem argine Dei petti indomiti: E’ dolce, Elvezia Morir per te! | 3. strofa Ma quando l’angelo Di pace assidesi Sui nostri allor, Soletta Elvezia, L’arti e l’industrie, Oh! quanto apprestano Nuovo splendor! |

### Rätoromanischer Text
| 1. strofa E clomas, tger paeis, iglis ties unfants baleis an grevs cumbats. Nous suandagn gugent igl ties appel gugent cugl Spiert e cor valent digls antenats. | 2. strofa Ma noua tg’igl rampar n’at pò betg ple tgirar, è igl Signour. Sot sia protecziun, davaint’igl pour liun, stat aint cun persvasiun per noss’onour. | 3. strofa O tger paeis an flour, a tè nous dagn santour an pietad. Tè lainsa onorar igl ties cunfegn salvar, defender segl rampar la libertad. |